# ドットプロット (バイオインフォマティクス)
バイオインフォマティクスにおけるドットプロット（Dot plot）とは、蛋白質のアミノ酸配列または核酸の塩基配列を互いに比較し相同性を明らかにするためのグラフである。考案者Robert Harrにちなみハー・プロット（Harr plot）とも呼ばれる。縦軸（上から下へ）および横軸（左から右へ）に各配列をとり、一致した点にプロットする。すると同じ配列がある部分には線が現れるため、相同性を直感的に確認することができる。

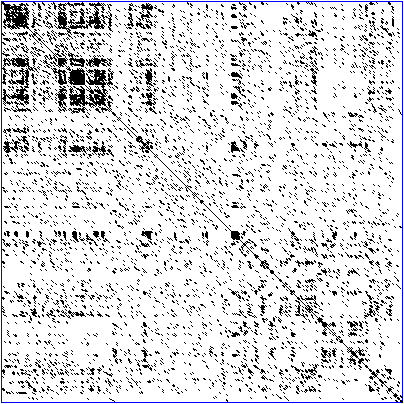
ヒトジンクフィンガー転写因子の自己相同性

例のように両軸に全く同じ配列（例えば同じ遺伝子）をとれば、右下がりの対角線が現れ、全体としてはこれを中心として対称な図形となり、そのほかにも部分的な相同性があれば右下がりの短い線が現れる。また、ゲノムまたはその一部の塩基配列を対象とした場合、対角線以外に長い線が現れれば、これは遺伝子重複を表す。また右下がりだけでなく右上がりの線が現れることもあり、これは相同性のある配列の方向が逆転していること（逆位）を表す。これは比較ゲノミクスに有用な方法である。